# Adán Barrón Elizalde
Jorge Adán Barrón Elizalde (Tultitlán, Estado de México, 31 de mayo de 1982) es un político mexicano. Exmiembro del Partido Revolucionario Institucional y actualmente miembro de Morena. Fue delegado municipal por su instituto político de 2006-2009, director de Desarrollo Social de 2009-2010 durante la administración del C.P. Marco Antonio Calzada Arroyo y también fue presidente municipal en el Periodo Constitucional de 2016-2018 todo esto en el municipio de Tultitlán. En el año 2021 fue candidato por su partido a la presidencia municipal de Tultitlán quedando en segundo lugar debajo de la Morenista Elena García Martínez.

## Carrera Política
Adán Barrón comenzó en la política a través del interés propio de sumar y mejorar el entorno de la tierra que lo vio crecer, entre el año 2008 y 2011 se desempeñó como presidente del Frente Juvenil Revolucionario de su instituto, en el año 2011 su trabajo y resultados se reflejó al desempeñar el cargo de Presidente de Comité del Partido Revolucionario Institucional en Tultitlán.

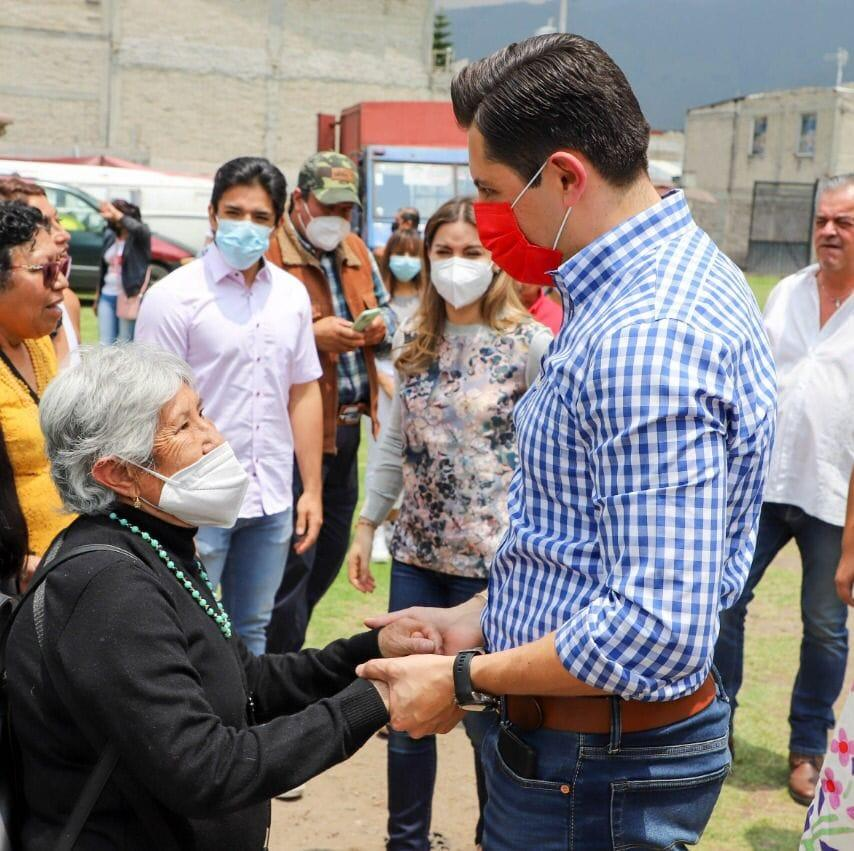
ACTITUD TULTITLENSE

Últimamente el Mtro. Jorge Adán Elizalde ha llevado a cabo jornadas de servicios básicos a toda la población del territorio municipal a través de sus jornadas ACTITUD TULTITLENSE, buscando favorecer a las comunidades más desatendidas del municipio. 
- Datos: Q107585952